# Brachyspira
Brachyspira o Serpulina es un género de bacterias de espiroquetas cuyo tamaño ronda las 0,2 x 1,7-6 μm. Como otras espiroquetas tienen forma helicoide y la longitud de onda de su helicoide mide 2 μm.
De este género es característico la presencia de 4 flagelos periplásmicos insertados en ambos extremos de la célula.
Son anaerobios pero toleran la atmósfera por lo menos durante 6 u 8 horas.
Pueden ser cultivadas en un medio de agar de soja tríptica suplementada con un 5% de sangre de ternero.
Son quimiorganótrofos y poseen β-galactosidasa(una enzima que cataliza la hidrólisis de galactósidos a monosacáridos) y trazas de esterasa lipasa (C8), fosfatasa ácida y fosfoamidasa.
Son catalasa y oxidasa negativas.

## Patogenicidad
Algunas cepas presentan actividad hemolítica y estas especies parasitan humanos. Son patógenos Brachyspira aalborgi que causa espiroquetosis intestinal humana y Brachyspira pilosicoli cuya espiroquetosis intestinal es humana, porcina y aviar. 
B. hyodysenteriae causa disentería porcina y B. intermedia afecta las aves de corral.